# フィリップ・ラショー
フィリップ・ラショー（Philippe Lacheau、1980年6月25日 - ）は、フランスの俳優、映画監督、脚本家、アニメーター。

## 来歴
1980年6月25日にヴァル・ド・マルヌ県のフォントネ・ス・ボワにて生まれる。子供の頃から映画監督になりたい気持ちと漫画家になりたいという夢の狭間で揺れ動いていたという。
タレク・ブダリ、 ジュリアン・アルッティ、エロディ・フォンタン、リーム・ケリシらとコメディグループ「La Bande à Fifi」を結成しており、多くの共演作がある。
『シティーハンター THE MOVIE 史上最香のミッション』では、役作りの為に約8カ月で筋肉を8kg増量して撮影に臨んだ。
香役のエロディ・フォンタンとは私生活でもパートナー。

## 出演作品

### 映画
| 公開年 | 邦題 原題                                                                            | 役名                         | 備考                   | 吹き替え |
| ------ | ------------------------------------------------------------------------------------ | ---------------------------- | ---------------------- | -------- |
| 2013   | Paris à tout prix                                                                    | Firmin Amory                 | 共同脚本               | N/A      |
| 2014   | 真夜中のパリでヒャッハー! Babysitting                                                | フランク                     | 監督・脚本・主演       | 影平隆一 |
| 2015   | 世界の果てまでヒャッハー! Babysitting 2                                              | フランク                     | 監督・脚本・主演       | 影平隆一 |
| 2017   | カノジョと妻とウェディング Jour J                                                    | Arnaud                       | 共同脚本 Netflixで配信 |          |
| 2017   | パーフェクト・プラン 人生逆転のパリ大作戦! Épouse-moi mon pote                       | フレッド                     |                        |          |
| 2017   | アリバイ・ドット・コム カンヌの不倫旅行がヒャッハー!な大騒動になった件 Alibi.com     | グレッグ                     | 監督・脚本・主演       | 影平隆一 |
| 2019   | シティーハンター THE MOVIE 史上最香のミッション Nicky Larson et le Parfum de Cupidon | ニッキー・ラーソン（冴羽獠） | 監督・脚本・主演       | 山寺宏一 |
| 2020   | シティーコップ 余命30日?!のヒーロー 30 jours max                                     | トニー                       |                        | 山寺宏一 |
| 2021   | バッドマン 史上最低のスーパーヒーロー Super-héros malgré lui                         | セドリック                   | 監督・脚本・主演       | 山寺宏一 |
| 2023   | アリバイ・ドット・コム2 ウェディング・ミッション Alibi.com 2                         | グレッグ                     | 監督・脚本・主演       | N/A      |
| 2026   | Le Marsupilami de                                                                    | 本人役                       | 監督・脚本・出演       |          |